# Organe déprimogène
 (février 2014).
Si vous disposez d'ouvrages ou d'articles de référence ou si vous connaissez des sites web de qualité traitant du thème abordé ici, merci de compléter l'article en donnant les références utiles à sa vérifiabilité et en les liant à la section « Notes et références ».
Un organe déprimogène est un appareil inséré dans une conduite de manière à limiter l'écoulement du fluide et ainsi créer une chute de pression. L'application principale en est la mesure du débit du fluide, selon le théorème de Bernoulli qui met en relation la vitesse d'écoulement (et donc le débit volumique, étant donné la section de la conduite) avec la pression différentielle de part et d'autre de l'organe déprimogène. Cette application est décrite précisément par la norme ISO 5167. Parmi les organes déprimogènes on trouve la plaque à orifice ou diaphragme, le tube de Venturi et la tuyère.

## Avantages
L'utilisation d'organes déprimogènes est très courante pour réaliser des mesures de débits en tout genre. Cette technique présente de nombreux avantages : 
- Utilisation universelle indépendamment de la nature du fluide à mesurer (liquides, gaz, vapeurs)
- Robuste : le système ne présente aucune pièce mécanique mobile
- Facilité de maintenance : toute l'électronique associée au système est contenue à l'extérieur de l'installation et ne nécessite pas d'arrêt de la ligne.